# Лундберг, Густаф
Густаф Лундберг (швед. Gustaf Lundberg; 17 августа 1695, Стокгольм — 18 марта 1786, там же) — шведский живописец и рисовальщик пастелью, выдающийся портретист стиля рококо, получил известность, проживая в Париже, а затем в — Стокгольме.

## Биография
Лундберг родился в Стокгольме 17 августа 1695 года, был сыном королевского повара Густафа Лундберга и Сабины Рихтер, в семье которой были успешные живописцы и ювелиры. Осиротел в раннем возрасте и был воспитан своим дядей, Фредриком Рихтером, ювелиром; в 1712 году стал подмастерьем живописца Давида фон Крафта. Обучение закончилось уже в 1717 году, чтобы по совету учителя продолжить своё образование в Париже. Обычно отъезд связывают с катастрофой Швеции в Северной войне, не оставлявшей деятелям искусства надежд на получение выгодных заказов.
В Париже он стал учеником Гиацинта Риго, Никола де Ларжильера и исторического живописца Жана-Франсуа де Труа. Он также получил несколько уроков у Pierre-Jacques Cazes во Французской Академии изящных искусств. Определяющим оказалось влияние венецианской художницы Росальбы Каррьера, которая жила в Париже с 1720 по 1721 год. Лундберг был её единственным учеником в Париже, от неё он узнал некоторые секреты технологии производства пастели. Наиболее ранняя известная картина художника — «Распятие» 1719 года для шведского посольства, где лютеранская община проводила богослужения.
Лундберг вскоре зарекомендовал себя как один из ведущих портретистов в Париже. Он создал портреты Людовика XV и королевы Марии Лещинской, а также её родителей, свергнутого короля Речи Посполитой Станислава Лещинского и его супруги Екатерины Опалинской. Он создал портреты многих шведов, посещающих Париж, и подружился с графом Карлом Густавом Тессином — послом Швеции, коллекционером искусства и выходцем из известной семьи архитекторов, который позже ста его покровителем при шведском королевском дворе. В дополнение к портретам французской и шведской аристократии, он известен своими картинами коллег — Шарля-Жозефа Натуара и Франсуа Буше. В 1741 году Лундберг был избран членом Академии живописи и скульптуры Франции. Но его популярность стала быстро угасать после появления новых пастелистов, придерживавшихся более реалистичного стиля, чем он. Художник задумался о возвращении на родину, не выдерживая конкуренции с ними.
В 1745 году он путешествовал по Испании и Португалии, останавливаясь в Мадриде, чтобы создать портрет дочери Людовика XV Марию Луизу Елизавету, которая была замужем за Филиппом, сыном короля Филиппа V. Он вернулся в Швецию по морю осенью 1745 года. Благодаря своей известности во Франции он быстро зарекомендовал себя в качестве ведущего художника рококо в Швеции. Используя дружбу с Тессином, он уже в 1750 году стал придворным живописцем. Лундберг написал портрет королевы Луизы Ульрики, её любимца Густава Бадина, в прошлом чернокожего мальчика-раба, а теперь придворного королевы, несколько портретов кронпринца, будущего короля Густава III. Ближе к концу своей карьеры, он нарисовал портрет молодого кронпринца Густава Адольфа в 1779 году.
В мастерской Лундберг работали несколько учеников, частично выполняя заказы, предназначенные для учителя (как в масле, так и пастели), обычно создавая фон или изготовляя копии работ Лундберга. Среди них наиболее известны Jakob Björck и Peter Adolf Hall.
Король Густав III высоко ценил художника: в 1772 году Лундберг стал одним из первых рыцарей Ордена Вазы.
Художник был чрезвычайно богат, ему принадлежала ценная мебель, коллекция произведений искусства, редкого фарфора и серебряной посуды. Лундберг не состоял в браке, но имел приёмную дочь, Марию Фульт. Он в прошлом был помолвлен с её старшей сестрой и пообещал ей, когда она умирала, что обеспечит её маленькую сестру.

## Галерея
- Мария Анна де Бурбон-Конде. По оригиналу Жана-Батиста Сантерра
- Людовик XV, конец 1730-х
- Франсуа Буше, 1741
- Шарль-Жозеф Натуар, 1741
- Луиза Ульрика Прусская, королева Швеции, 1745-1746
- Адольф Фредерик, король Швеции, до 1750
- Густав III в детстве, до 1750
- Граф Карл Густав Тессин, 1760